# Vorspann (Fernsehserie)
Der Vorspann wird zu Beginn einer Fernsehserie gezeigt. In ihm werden neben Produktions- und Verleihgesellschaft die Hauptdarsteller aufgeführt sowie regelmäßig die Hauptverantwortlichen des Stabs. Fernsehserien haben meist einen in jeder Episode gleichbleibenden Vorspann, zu dem eine unverwechselbare und einprägsame Titelmelodie, ein Titellied oder ein Jingle ertönt.
Während bei Spielfilmen der Filmvorspann oft eine Art Einleitung darstellt und einfach in den laufenden Film eingeblendet wird, damit dieser nicht zur Umgehung des Urheberrechts einfach weggelassen werden kann, besteht er bei Serien meist aus einem Zusammenschnitt einzelner Szenen aus bereits ausgestrahlten Episoden oder extra gedrehtem Material, um dem Zuschauer die Hauptbesetzung vorzustellen. In anderen Fällen fasst der Vorspann einer Serie grundlegende Inhalte und Vorgänge zusammen, die das Verständnis – insbesondere für neue Zuschauer – erleichtern sollen. Beispielsweise erklärt der Vorspann der Serie Powerpuff Girls, wie die Protagonisten ihre Superkräfte erlangten.
Seit den 1960er Jahren gibt es zudem bei US-amerikanischen und britischen Serien das Phänomen, die Folge mit einer kurzen Sequenz, dem Prolog, bereits vor dem Vorspann beginnen zu lassen, um dadurch einen ersten kleinen Spannungsbogen zu erzeugen. Dies wird in der Mediensprache „Cold open“ genannt. Beispiele dafür sind Mit Schirm, Charme und Melone, Raumschiff Enterprise, Scrubs – Die Anfänger, Malcolm mittendrin, Navy CIS, Lost oder Breaking Bad. Der Prolog kann des Weiteren dazu genutzt werden, dem Zuschauer Handlungsinhalte vergangener Folgen wieder ins Gedächtnis zu rufen, wenn diese für die Handlung der nachfolgenden Episode von Bedeutung sind.
Die Reihenfolge, in der die Personen im Vorspann genannt werden, kann unterschiedlich sein. Zum einen gibt es die Möglichkeit einer Nennung in alphabetischer Reihenfolge, zum anderen eine Staffelung nach der Bekanntheit oder der Gage. Die Bezeichnungen starring für die erstgenannte sowie with und and für die letzte und vorletzte Person unterstreichen bei einer nichtalphabetischen Anordnung die unterschiedliche Position der Darsteller.
Seit Serien verstärkt über Streaming-Plattformen veröffentlicht werden, wird zum Teil auf einen klassischen Vorspann verzichtet, da er wenig zu neuerem Zuschauerverhalten (z. B.Binge Watching) passt und häufig übersprungen wird.